# Măguri (okręg Kluż)
Măguri – wieś w Rumunii, w okręgu Kluż, w gminie Măguri-Răcătău. W 2011 roku liczyła 918 mieszkańców.